# Tardes
 Tardes  es una comuna (municipio) de Francia, en la región de Lemosín, departamento de Creuse, en el distrito de Aubusson y cantón de Chambon-sur-Voueize.
Su población en el censo de 1999 era de 127 habitantes.
Está integrada en la ‘‘Communauté de communes d’Évaux-les-Bains et de Chambon-sur-Voueize’’.

## Demografía
| 213 | 255 | 216 | 149 | 154 | 127 |
| Para los censos de 1962 a 1999 la población legal corresponde a la población sin duplicidades (Fuente: INSEE [Consultar]) |     |     |     |     |     |